# Андрюшниково
Андрюшниково — опустевшая деревня в Вичугском районе Ивановской области. Входит в состав Сошниковского сельского поселения.

## География
Находится в северо-восточной части Ивановской области на расстоянии приблизительно 10 км на восток по прямой от районного центра города Вичуга.

## История
В 1872 году здесь (тогда Юрьевецкий уезд Костромской губернии) было учтено 9 дворов.

## Население
Постоянное население составляло 49 человек (1872 год), 10 в 2002 году (русские 100 %), 0 в 2010.